# Le Fouilloux
Le Fouilloux é uma comuna francesa na região administrativa da Nova Aquitânia, no departamento de Charente-Maritime. Estende-se por uma área de 29,55 km². Em 2010 a comuna tinha 784 habitantes (densidade: 26,5 hab./km²).